# Laleh-Zar

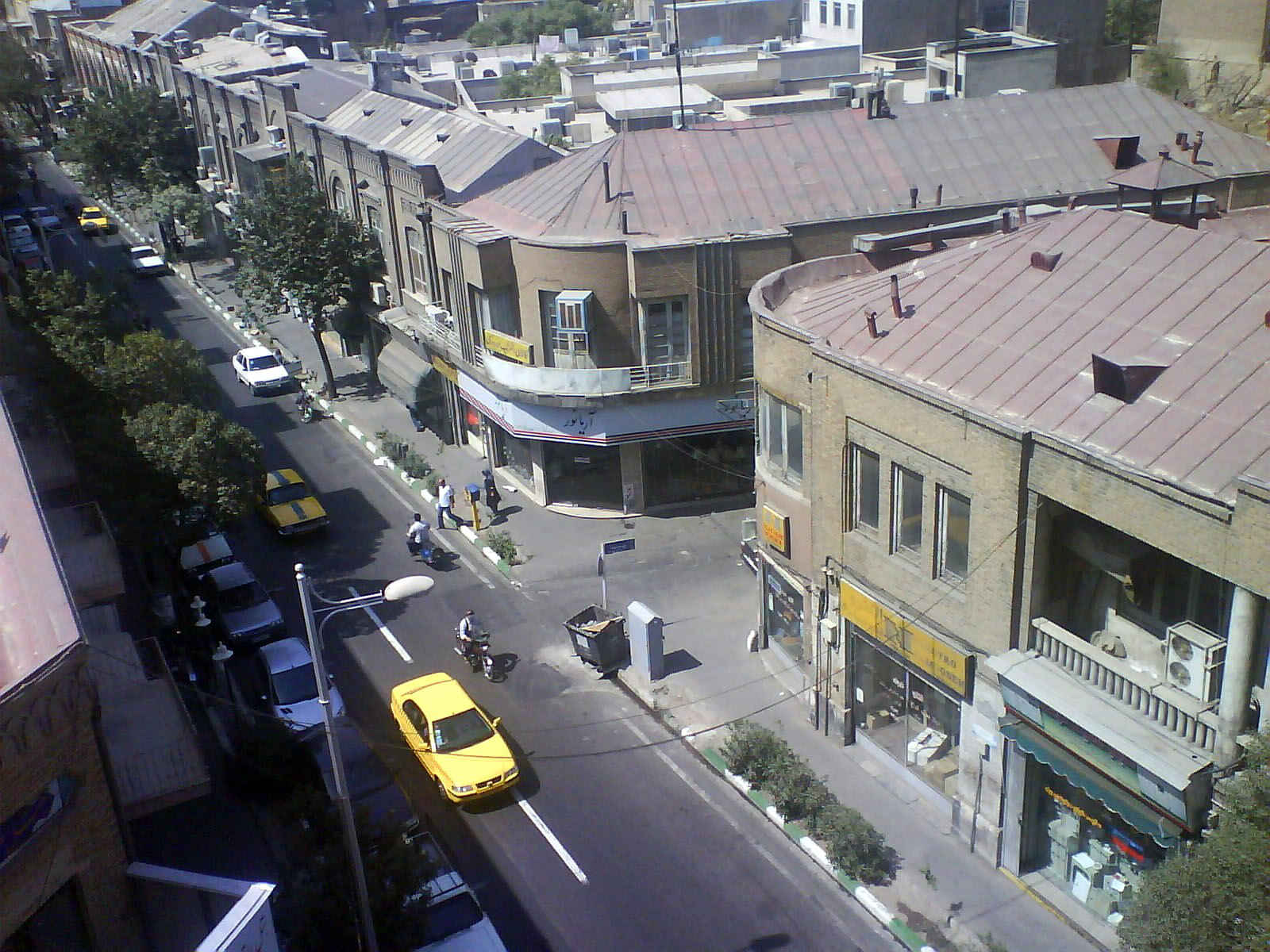
Vista del antiguo centro de Therán, la avenida Laleh-Zar

Laleh-Zar (en persa : لاله‌زار) es el nombre de un barrio y una avenida del centro histórico de Antigua Teherán . Laleh-Zar , apodado El Campos Elíseos de Teherán , que una vez fue el símbolo de la novedad y el arte de Irán. Los teatros más famosos, restaurantes, tiendas, cabarets, <<pyaleh-frooshi>>, boutiques, teatros y grandes almacenes estaban allí.

## Historia
A su regreso de su primer viaje a Europa, Nasseredin Shah se convirtió de inmediato la idea de construir una avenida sompteuse el ejemplo de los Campos Elíseos de París , dando la orden de hacerlo a través de los jardines Adornado Laleh-Zar y la cuota de la tierra a ambos lados de la nobleza de la corte .
En el momento de la dinastía Pahlavi , los cantantes de música popular en Irán, como Mahvash, AFAT, Jebeli Ghassem, Tajik, Roohparvar, Ali Nazari, Aghassi y Soussan , cantaron en el escenario Laleh-zariennes: Moulin Rouge , e-Café Ofogh Talaee, el Grand Hotel, Café Ray, Café Noor, Café Laleh-Zar , etc.
Mirzadeh Eshghi (poeta, periodista y político en el momento de Irán, Reza Pahlevi ) y Aref (poeta conocido por sus compsitions persas de las primeras canciones en el momento de la Revolución Constitucional de Irán), a su vez, tienen organizar sus mayores espectáculos al público, proporcionando a los jóvenes y las niñas vestidas con trajes de la moda europea el pasado, dando un ejemplo de una elite mundial que ahora estaba en la avenida Laleh-Zar, asistiendo a las habitaciones regulares y salones.

## Actualidad
Hoy en día, Laleh-Zar es una avenida de edad en un barrio del centro de la ciudad vieja, donde sólo hay pequeñas tiendas que venden aparatos eléctricos. De todos los grandes teatros de la época dorada, sigue habiendo algunas de ellas: Sara (antes Venus), Laleh (ex-Rex), Khorshidno, Ferdowsi, Mayak, Irán, Taban, Rudaki, Shahrzad.
- Datos: Q934462
- Multimedia: Lalehzar Street (Tehran) / Q934462